# الدوري البيروي لكرة القدم 2012
الدوري البيروفي لكرة القدم 2012 (بالإسبانية: Campeonato Descentralizado 2012)‏ هو الموسم 96 من الدوري البيروفي لكرة القدم. أشرف على تنظيمه اتحاد بيرو لكرة القدم، وكان عدد الأندية المشاركة فيه 16، وفاز فيه نادي سبورتينغ كريستال.